# إيتامار رابينوفيتش
إيتامار رابينوفيتش (بالعبرية: איתמר רבינוביץ) (ولد عام 1942) هو رئيس معهد إسرائيل (واشنطن والقدس). كان سفير إسرائيل إلى الولايات المتحدة في عقد 1990، وهو مفاوض كبير سابق مع سوريا في الفترة بين عامي 1993 و1996، والرئيس الأسبق لجامعة تل أبيب (1999-2007). ويعمل حاليا أستاذا فخريا لتاريخ الشرق الأوسط في جامعة تل أبيب، وهو أيضا أستاذ عالمي متميز في جامعة نيويورك، وزميل متميز في معهد بروكينغز.
كما كان إيتامار عضوا في كلية الحقوق بجامعة تل أبيب منذ عام 1971، وشغل منصب أستاذ للتاريخ المعاصر للشرق الأوسط، ثم رئيس مجلس إدارة دراسات الشرق الأوسط، وكذلك مدير مركز موشيه دايان لدرسات الشرق الأوسط وأفريقيا، وعميد الجامعة وكلية العلوم الإنسانية.
وقد حاز رابينوفيتش على شهادة البكالوريوس من الجامعة العبرية في القدس، ثم ماجستير من جامعة تل أبيب، ودكتوراة من جامعة كاليفورنيا. وقد فاز بوسام السعفات الأكاديمية في فرنسا.

## وصلات خارجية
- "Leadership". معهد إسرائيل. مؤرشف من الأصل في 2019-04-17.. يشمل سيرة إيتامار رابينوفيتش
- "إيتامار رابينوفيتش". Brookings. مؤرشف من الأصل في 2016-03-04.. سيرة ذاتية، أوراق، أحداث
- خطابات رابينوفيتش - الصفحة الرسمية على موقع السفارة الإسرائيلية
- إيتامار رابينوفيتش، المكتبة اليهودية الافتراضية.
- إيتامار رابينوفيتش، Kennedy School of Government.
- إيتامار رابينوفيتش، NYU Arts & Science.
- Guy Leshem (2 Nov 2007). מחטף אקדמי [Academic grab]. هاآرتس (بالعبرية). Archived from the original on 2016-11-07.
- إيتامار رابينوفيتش، سيرة ذاتية مصغرة.
- رابينوفيتش، إيتامار (15 نوفمبر 2007). "ماذا سيحدث بعد بوش ?". هاآرتس. مؤرشف من الأصل في 2015-09-24. اطلع عليه بتاريخ 2009-03-20.
- رابينوفيتش، إيتامار (16 ديسمبر 2010). "مبادرة السلام العربية - الإيضاحات اللازمة". جيروزاليم بوست. مؤرشف من الأصل في 2016-04-04. اطلع عليه بتاريخ 2014-08-21.
- Green، David B. (9 ديسمبر 2008). "محادثة مع إيتامار رابينوفيتش". هاآرتس. مؤرشف من الأصل في 2015-09-24. اطلع عليه بتاريخ 2009-03-20.